# Urubu cu cap galben
Urubu cu cap galben (Cathartes burrovianus) este o pasăre răpitoare din familia Cathartidae. Se găsește în Mexic, America Centrală și America de Sud în pășuni de câmpie umede sau inundate sezonier, mlaștini și foste păduri puternic degradate. A fost considerat a fi aceeași specie cu urubu mare (C. burrovianus) până când au fost separate în 1964.

## Taxonomie
Urubu cu cap galben a fost descris pentru prima dată în 1845 de ornitologul american John Cassin. Uneori este recunoscut ca având două subspecii. Prima, Cathartes burrovianus urubitinga, descrisă de ornitologul austriac August von Pelzeln⁠(d) în 1851, este cea mai mare dintre cele două și se găsește din Argentina spre nord până în Columbia, în timp ce subspecia nominalizată, Cathartes burrovianus burrovianus, este mai mică și se găsește din nord-vestul Americii de Sud prin America Centrală până în Mexic. Genul urubului cu cap galben este Cathartes, care înseamnă „purificator”, și este latinizat din grecescul kathartēs/καθαρτης.
Poziția taxonomică exactă a urubului mare și a celorlalte șase specii de vulturi din Lumea Nouă rămâne neclară. Deși au un aspect similar și roluri ecologice similare, vulturii din Lumea Nouă și cei din Lumea Veche au evoluat din strămoși diferiți în diferite părți ale lumii. Cât de diferite sunt cele două specii este în prezent în dezbatere, unele autorități anterioare sugerând că vulturii din Lumea Nouă sunt mai apropiați de berze. Autorități mai recente au menținut poziția lor generală în ordinul Falconiformes împreună cu vulturii din Lumea Veche sau i-au plasat în propriul lor ordin, Cathartiformes.
Cu toate acestea, studii genetice recente indică faptul că nici vulturii din Lumea Nouă, nici cei din Lumea Veche nu sunt apropiați de șoimi, nici vulturii din Lumea Nouă nu sunt apropiați de berze. O analiză din 2021 a genelor mitocondriale a sugerat o relație filogenetică mai puternică între Cathartiformes și familiile din Accipitriformes, iar acum genurile din Cathartiformes sunt incluse în mod normal în Accipitriformes sub familia Cathartidae.

## Descriere

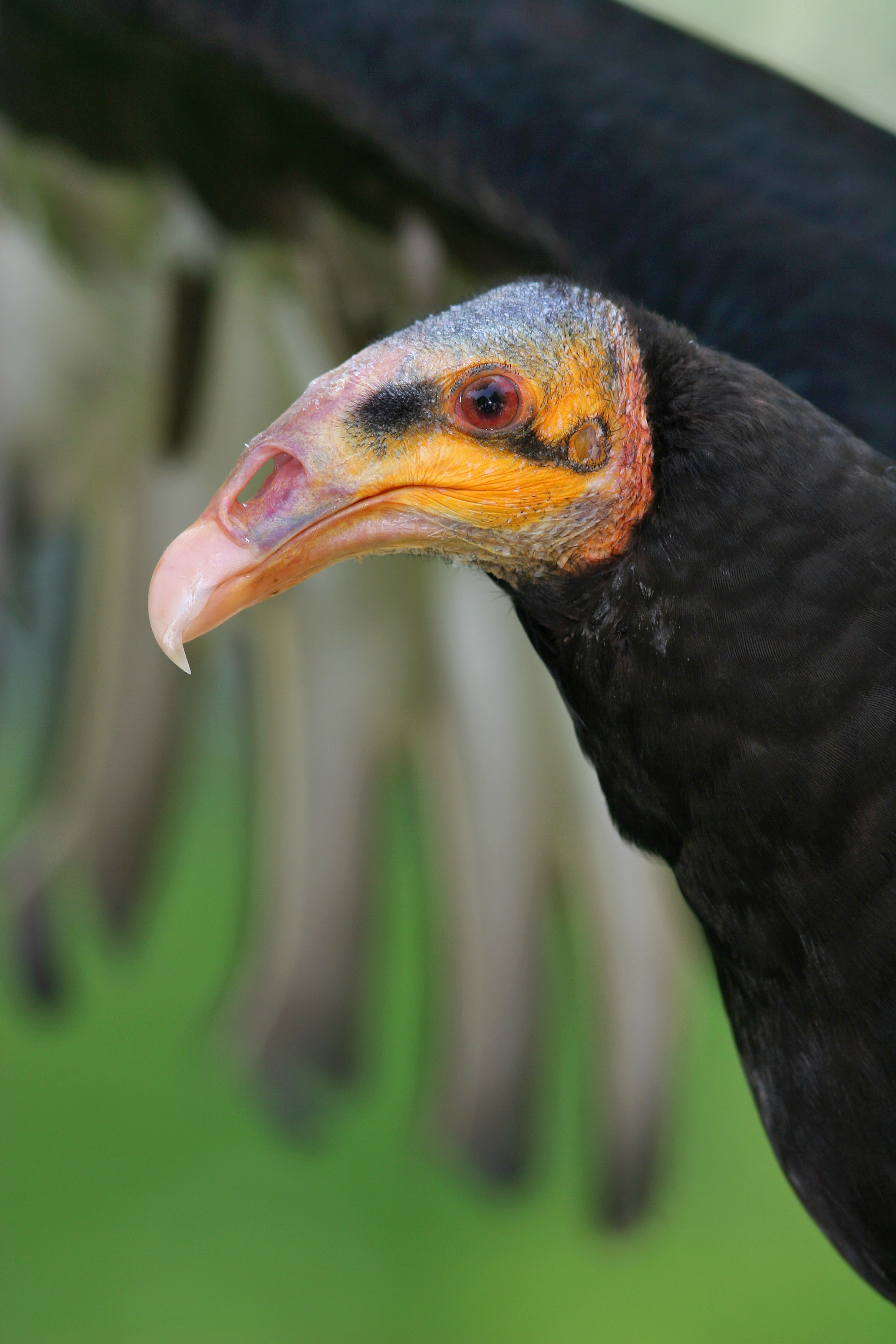
Urubu cu cap galben la grădina zoologică din Amsterdam, Țările de Jos

Acesta este cel mai ușor și cel mai mic dintre vulturii existenți din Lumea Nouă, deși uneori măsoară cel puțin la fel de mult în lungime și are aripile mai lungi decât urubii negri. Urubu cu cap galben are o lungime de 53-66 cm, o anvergură a aripilor de 150-165 cm și o lungime a cozii de 19-24 cm. Greutatea variază între 0,95 și 1,55 kg. Penajul său este negru cu un luciu verde. Capul și gâtul sunt lipsite de pene, iar pielea este galbenă, cu fruntea și ceafa roșiatice și creștetul gri-albastru. Irișii ochilor sunt roșii, picioarele sunt albe, iar ciocul este de culoarea cărnii. Ochiul are un singur rând incomplet de gene pe pleoapa superioară și două rânduri pe pleoapa inferioară. Coada este rotunjită și relativ scurtă pentru un vultur; vârful aripii închise depășește coada. Tinerii au un penaj mai maroniu, un cap închis la culoare și o ceafă albă.
Ciocul este gros, rotunjit și în formă de cârlig la vârf. Degetele anterioare sunt lungi, cu pânze mici la bază și nu sunt adaptate la prindere. Deschiderea nărilor este longitudinală, iar nările nu au sept. La fel ca toți vulturii din Lumea Nouă, urubu cu cap galben este lipsit de siringe și, prin urmare, este incapabil să scoată alt sunet decât un șuierat scăzut.
Aspectul său diferă de cel al urubului mare în mai multe moduri. Este mai mic și mai slab construit și are o coadă mai scurtă și mai subțire. Penajul său este mai maroniu decât penajul negru închis și lucios al urubului mare. Picioarele sunt mai deschise la culoare, iar capul este mai portocaliu decât capul mai galben al urubului mare. Zborul său este, de asemenea, mai puțin stabil decât cel al urubului mare. De asemenea, urubul cu cap galben preferă să trăiască în savane, spre deosebire de habitatul forestier preferat de urubului mare.
Pe lângă urubu mare, este asemănător cu vulturul-curcan.

## Comportament
Urubul cu cap galben zboară solitar, cu aripile ținute în poziție diedrică. Planează la altitudine joasă deasupra zonelor umede în timp ce își găsește hrana și se așează pe stâlpi de gard sau pe alte suporturi joase. Atunci când zboară, se deplasează singur și rareori este întâlnit în grupuri. Zborul este un exemplu de zbor static, care folosește curenții calzi pentru a-și menține altitudinea fără a fi nevoie să bată din aripi. Acest vultur rareori se înalță în aer, preferând altitudinile joase. Se crede că această pasăre este oarecum migratoare ca răspuns la schimbările nivelului apei în locurile în care trăiește. Ca și alți vulturi din Lumea Nouă, are obiceiul neobișnuit de a face urohidroză, urinând sau defecând pe picioare pentru a le răci prin evaporare.

### Hrană

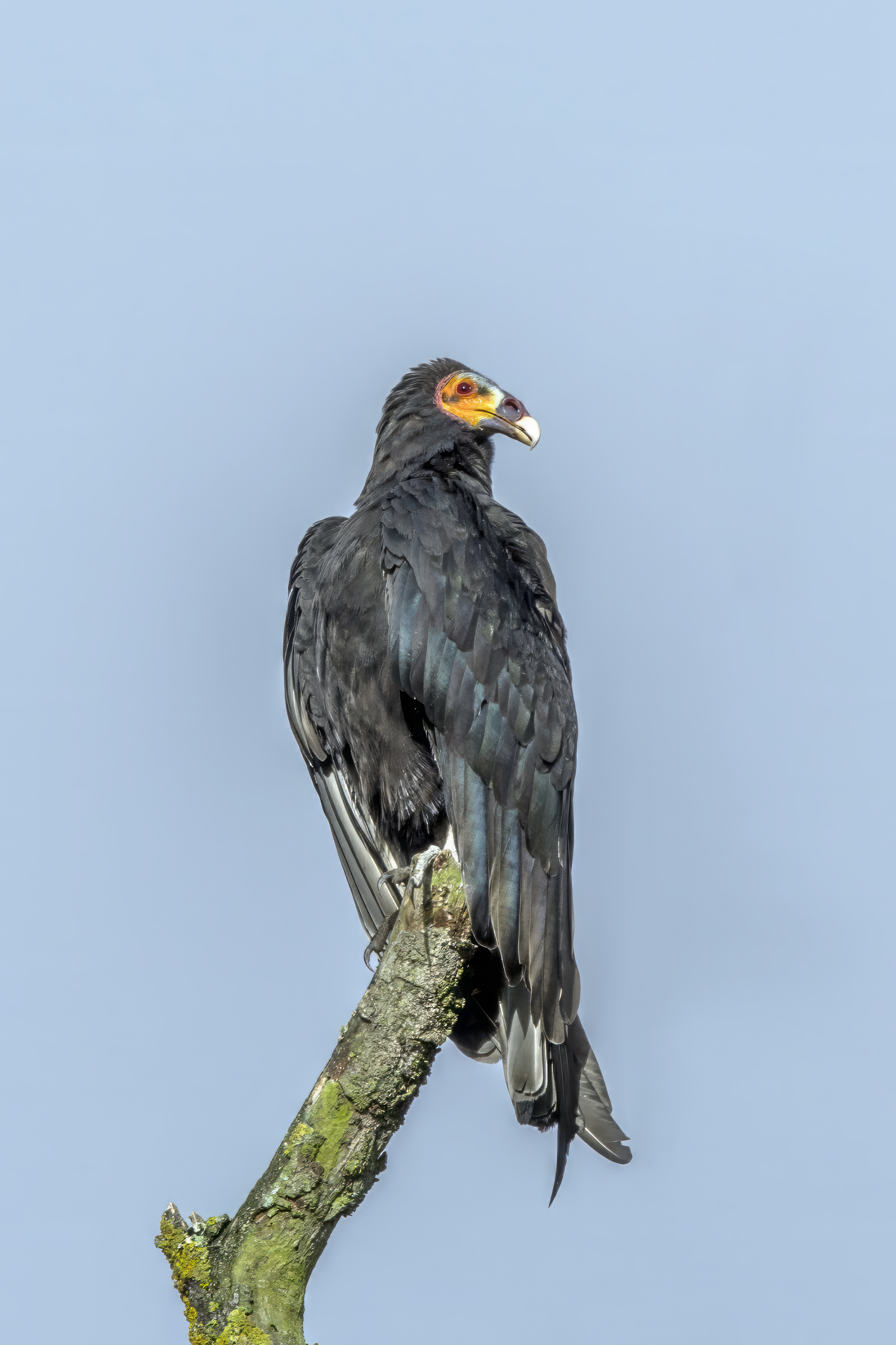
C. b. burrovianus, Columbia

Urubul cu cap galben este un necrofag și se hrănește aproape în întregime cu hoituri. Se hrănește cu animale moarte pe șosea sau cu carcasa oricărui animal, dar se știe că vânează pentru hrană, în special animale acvatice mici din mlaștini. De obicei, nu este atrasă de carcasele mai mari și poate înghiți nevertebrate vii și larve, posibil și broaște, la fel de mult ca și elemente mai mici de carcasă. Se hrănește cu hoituri de mamifere mici, șerpi și alte reptile și, mai ales, pește în putrefacție. Preferă carnea proaspătă, dar adesea nu poate face prima tăietură în carcasa unui animal mai mare, deoarece ciocul său nu este suficient de puternic pentru a străpunge pielea dură. Odată ce carnea intră într-o stare de descompunere extremă, urubul cu cap galben nu se va mai hrăni cu aceasta. Ca și alți vulturi, joacă un rol important în ecosistemul său, eliminând cadavrele care, altfel, ar fi un teren propice pentru răspândirea bolilor.
Își folosește vederea ascuțită pentru a localiza cadavrele de pe sol, dar își folosește și simțul mirosului, o abilitate neobișnuită în lumea aviară. Acesta localizează cadavrele prin detectarea mirosului de etantiol, un gaz produs de începutul descompunerii animalelor moarte. Lobul olfactiv al creierului său, responsabil cu procesarea mirosurilor, este deosebit de mare în comparație cu alte animale. Această caracteristică a vulturilor din Lumea Nouă a fost folosită de oameni: etantiolul este injectat în conducte, iar inginerii care caută scurgeri urmăresc apoi vulturii care caută hrană.
Vulturii regali, care nu au capacitatea de a mirosi cadavrele, îi urmează pe vulturii cu cap galben la carcase, unde vulturul regal rupe pielea animalului mort. Astfel, urubii cu cap galben au acces la hrană, deoarece nu au un cioc suficient de puternic pentru a rupe pielea animalelor mai mari. Acesta este un exemplu de dependență reciprocă între specii. În general, este îndepărtat de la carcase atât de vulturii-curcani, cât și de vulturii regali, datorită dimensiunilor lor mai mari.

### Reproducere
Nu construiesc cuiburi, ci depun ouăle pe sol, pe marginea stâncilor, pe podeaua peșterilor sau în scobitura unui copac. Ouăle sunt de culoare crem și puternic pătate cu pete maro și gri, în special în jurul capătului mai mare. În general, sunt depuse două ouă. Puii sunt altrici — sunt orbi, goi și relativ imobili la eclozare. Puii își dezvoltă penele de puf abia mai târziu. Părinții își hrănesc puii prin regurgitarea hranei pre-digerate în ciocul lor, de unde puii o beau. Puii zboară după două sau trei luni.

## Conservare
Urubu cu cap galben este clasificat în prezent de IUCN ca fiind de „îngrijorare redusă”, cu o arie de răspândire globală estimată la 7.800.000 km2 și o populație cuprinsă între 100.000 și 1 milion de indivizi. Tendința populației sale pare să fie stabilă.

## Galerie

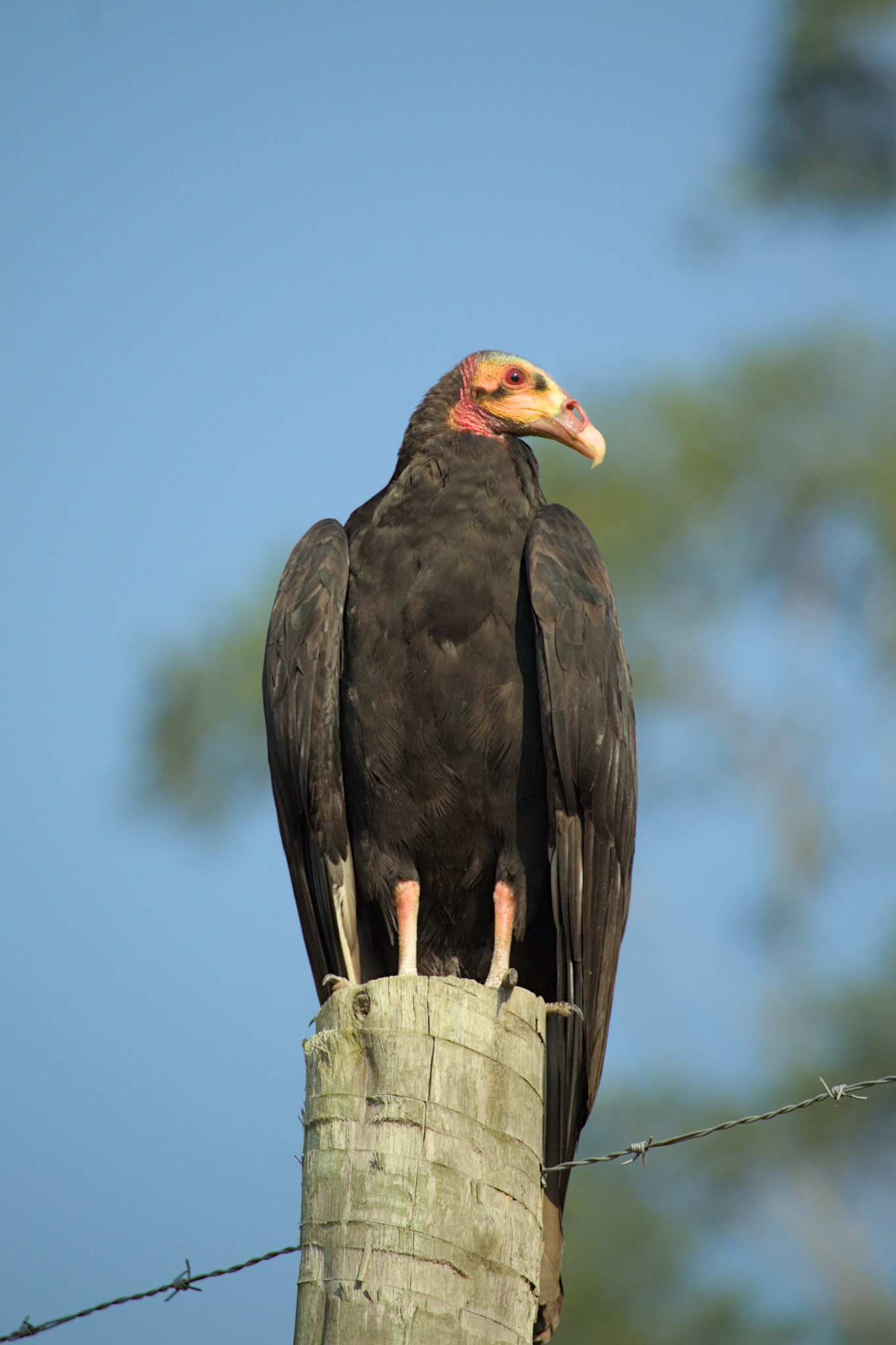
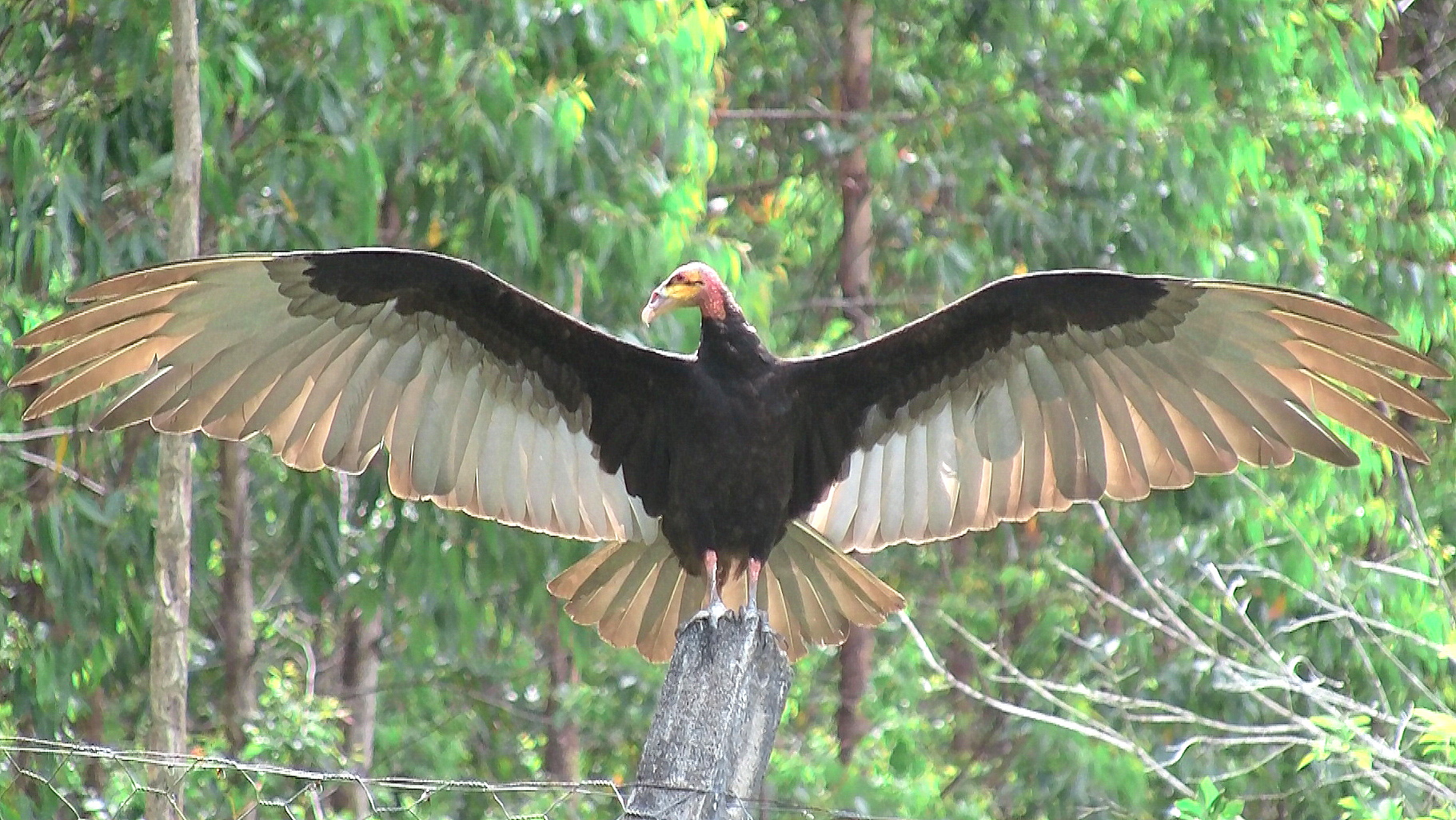
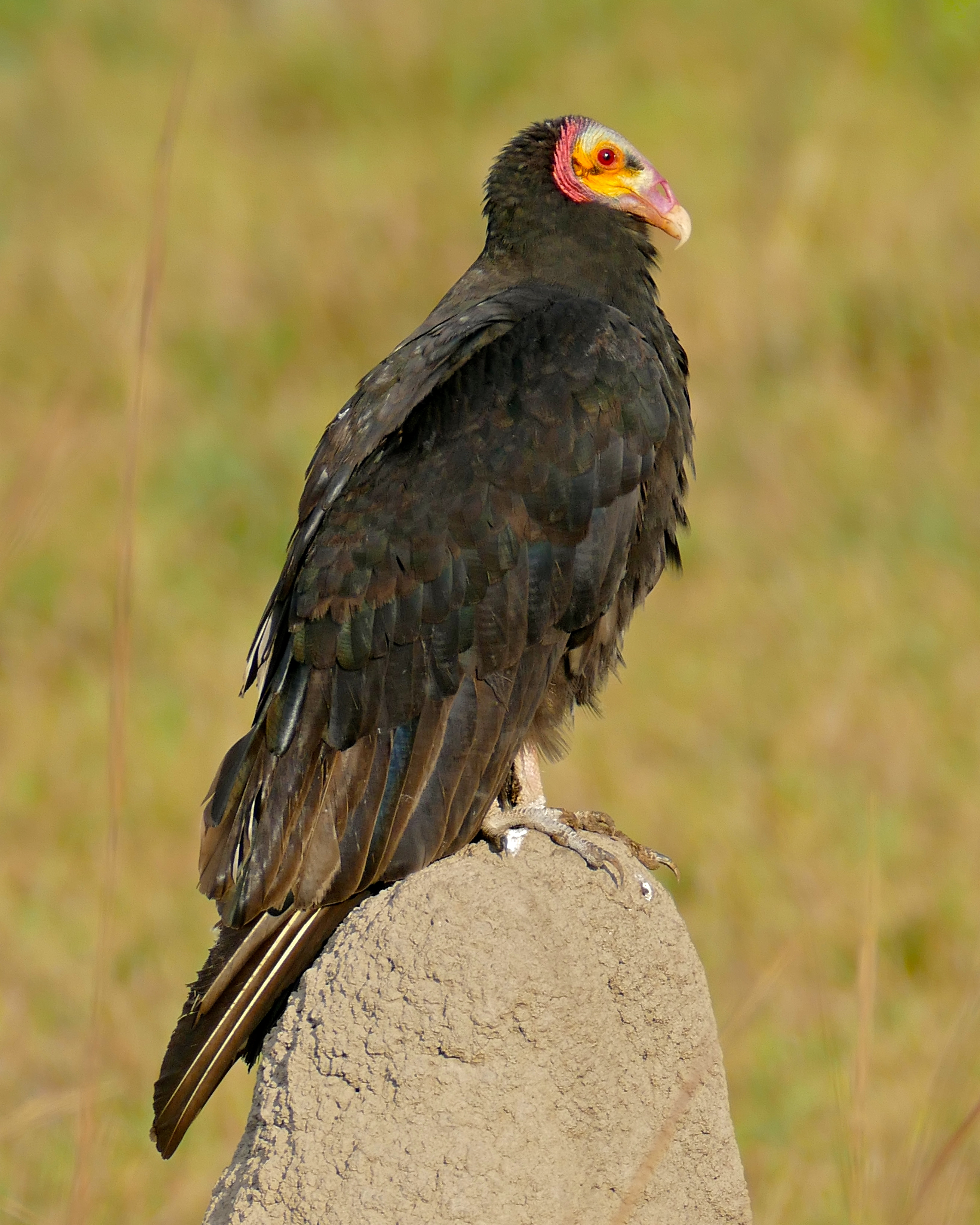
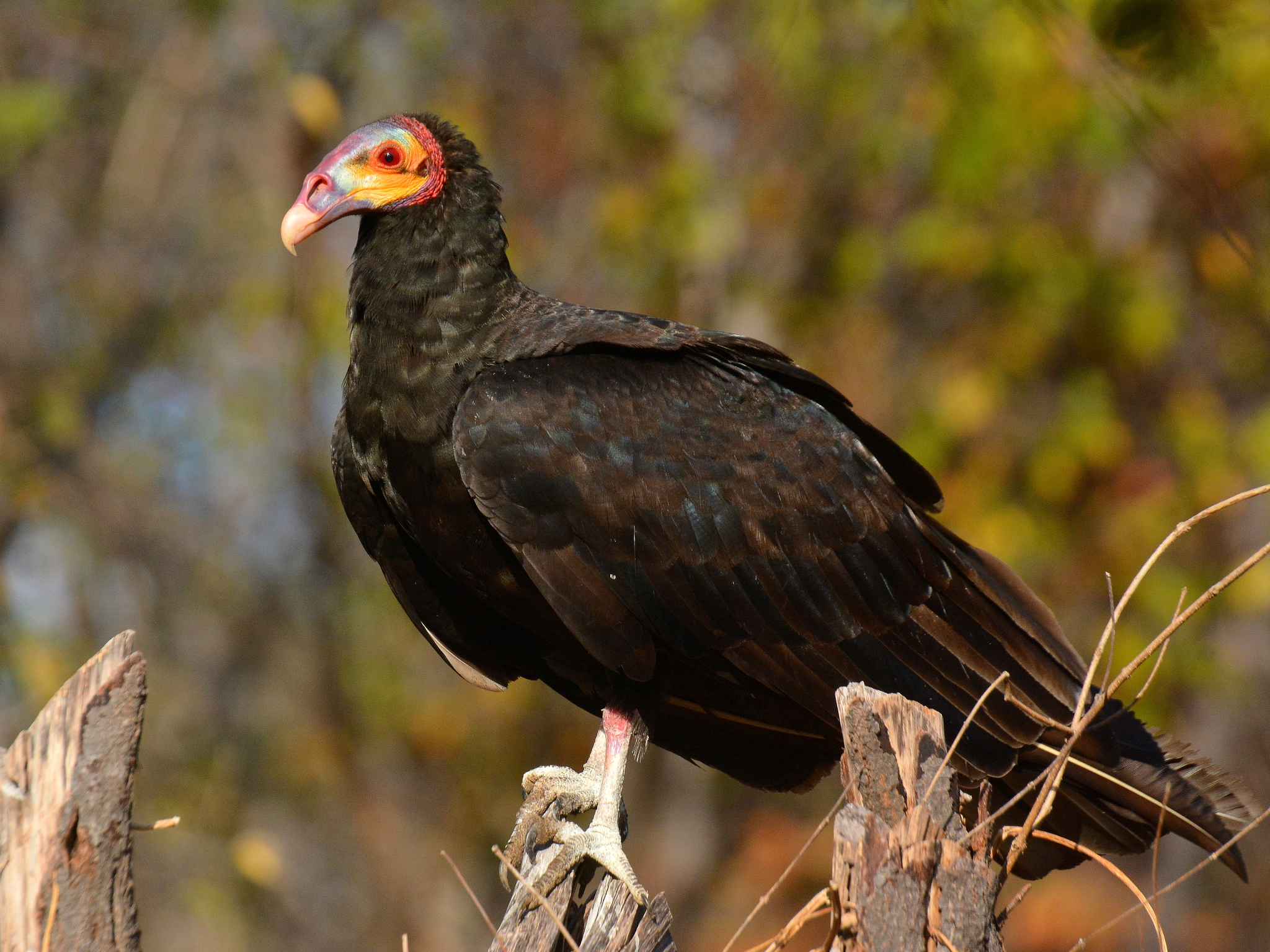